# Juan II de Oldemburgo
Juan II (en alemán: Johann II. von Oldenburg; m. h. 1314 o 1316) fue un noble alemán, conde de Oldemburgo desde 1275 hasta alrededor de 1301. Sus padres fueron Cristián III de Oldemburgo y Eduvigis de Oldemburgo en Wildeshausen.
Juan se casó dos veces. Su primer matrimonio fue con Isabel, la hija de Juan, duque de Brunswick y Luneburgo y Lutgarda de Holstein-Itzehoe. Su segundo matrimonio fue con la condesa Eduvigis de Diepholz.
Juan tuvo cinco hijos:
- Cristián IV de Oldemburgo
- Juan III de Oldemburgo, se casó con Mectilde (Matilde) de Bronckhorst
- Conrado I de Oldemburgo
- Mauricio de Oldemburgo (muerto en acción en 1368 cerca de Blexen), deán (Domdechant) de la catedral de Bremen, administrador diocesano del arzobispado de Bremen (1345–1362), arzobispo electo de Bremen (1348, rechazado por el papa) y coadjutor de Bremen (1348–1360)[3]
- Gisela de Oldemburgo; se casó con Gerardo III de Hoya

Juan II de Oldemburgo es antepasado, por vía materna, del rey Felipe VI de España, y también por línea masculina de la reina Margarita II de Dinamarca, el duque Felipe de Edimburgo y por tanto del rey Carlos III del Reino Unido y del príncipe Guillermo de Cambridge.[cita requerida]